# Hairless Toys
| Recensione       | Giudizio |
| ---------------- | -------- |
| AllMusic         |          |
| Drowned in Sound |          |
| Mojo             |          |
| musicOMH         |          |
| Pitchfork        | 74/100   |
| The Guardian     |          |
| The Irish Times  |          |
| The Quietus      |          |
| Q magazine       |          |
| Uncut            |          |

Hairless Toys è il terzo album in studio da solista della cantante irlandese Róisín Murphy, pubblicato nel maggio 2015. Ha ricevuto una candidatura al Premio Mercury dello stesso anno.

## Tracce
Testi e musiche di Róisín Murphy & Eddie Stevens.
1. Gone Fishing – 5:57
2. Evil Eyes – 6:42
3. Exploitation – 9:23
4. Uninvited Guest – 5:58
5. Exile – 4:00
6. House of Glass – 6:52
7. Hairless Toys (Gotta Hurt) – 6:18
8. Unputdownable – 5:14

## Formazione
- Róisín Murphy – voce, cori (tracce 2 e 6)
- Eddie Stevens – tastiere, chitarra aggiuntiva (traccia 6), basso (traccia 2), chitarra bottleneck (traccia 5), percussioni (traccia 3), fischiato (traccia 4)

- Jamie McCredie – chitarra
- Dave De Rose – batteria
- Rob Mullarkey – basso (tracce 1, 4 e 5), piatto ride (traccia 6)
- Dan Darriba – percussioni (tracce 4, 7 e 8)
- Rhianna Kenny – cori (tutte le tracce tranne la 6)
- Jodie Scantlebury – cori (tutte le tracce tranne la 6)

Produzione:
- Róisín Murphy – produzione
- Eddie Stevens – produzione, missaggio
- Mark Allaway – ingegneria
- Dilip Harris – ingegneria
- Billy Halliday – ingegneria addizionale
- Darius Van Helfteren – mastering
- Hans-Jörg Maucksch – mastering per l'edizione in vinile

## Classifiche
| Classifica (2015)                | Posizione massima |
| -------------------------------- | ----------------- |
| Australia                        | 57                |
| Austria                          | 29                |
| Belgio (Fiandre)                 | 12                |
| Belgio (Vallonia)                | 47                |
| Germania                         | 27                |
| Irlanda                          | 16                |
| Paesi Bassi                      | 13                |
| Regno Unito                      | 19                |
| Regno Unito (Independent Albums) | 2                 |
| Spagna                           | 68                |
| Svizzera                         | 25                |